# Anibal
Anibal Auto SL war ein spanischer Hersteller von Automobilen.

## Unternehmensgeschichte
Der Designer Francisco Podadera entwarf ab 1986 diverse Prototypen namens Raider. 1990 gründete er in Motril sein Unternehmen und begann mit der Produktion von Automobilen. 1992 endete die Produktion nach 50 hergestellten Exemplaren.

## Fahrzeuge
Das einzige Modell F-100 war ein zweisitziges Coupé auf Basis des Seat Ibiza. Für den Antrieb sorgte ein Vierzylindermotor von Seat mit 1500 cm³ Hubraum. Die Motorleistung betrug 66 kW (90 PS) bzw. 74 kW (100 PS) mit Saugrohreinspritzung. Die bauartbedingte Höchstgeschwindigkeit war mit 193 km/h angegeben.